# Holopogon nitidiventris
Holopogon nitidiventris är en tvåvingeart som först beskrevs av Jacques-Marie-Frangile Bigot 1878.  Holopogon nitidiventris ingår i släktet Holopogon och familjen rovflugor.
Artens utbredningsområde är Kalifornien. Inga underarter finns listade i Catalogue of Life.